# Giovanni Lovell
Giovanni Lovell (né le 2 février 1995) est un coureur cycliste bélizien. Son frère aîné Gregory est également cycliste. 

## Palmarès et résultats

### Palmarès par année
- 2013
  -  Champion du Belize du contre-la-montre juniors
  - Belmopan-La Democracia
  - Christmas Race
- 2014
  -  Champion du Belize sur route espoirs
  - 2e du championnat du Belize du contre-la-montre espoirs
  - 3e de la KREM New Year's Day Cycling Classic
  - 3e du championnat du Belize du contre-la-montre
  - 3e du championnat du Belize sur route
- 2015
  -  Champion du Belize sur route
  -  Champion du Belize du contre-la-montre
  -  Champion du Belize sur route espoirs
  -  Champion du Belize du contre-la-montre espoirs
- 2016
  -  Champion du Belize sur route
  -  Champion du Belize sur route espoirs
  - 2e étape du Tour du Belize (contre-la-montre par équipes)
  - Albert and Regent Streets Circuit
  - 2e du Tour du Belize
  - 2e du championnat du Belize du contre-la-montre espoirs
  - 2e du championnat du Belize du contre-la-montre
- 2017
  -  Champion du Belize sur route espoirs
  - 2e du championnat du Belize du contre-la-montre espoirs
  - 3e de la KREM New Year's Day Cycling Classic
  - 3e du championnat du Belize du contre-la-montre
- 2018
  -  Champion du Belize du contre-la-montre
  - KREM New Year's Day Cycling Classic
  - 3e du championnat du Belize sur route
- 2019
  - 2e étape du Tour of the West
  - 2e du Tour of the West
- 2021
  - 2e du championnat du Belize du contre-la-montre
- 2022
  -  Champion du Belize sur route
  - 3e étape de la Valentine's Day Classic
  - Belmopan Cycling Classic
  - G-Flow Race
- 2023
  - 3e de la KREM New Year's Day Cycling Classic

### Classements mondiaux
| Année            | 2014 | 2015 | 2016 | 2017 |
| ---------------- | ---- | ---- | ---- | ---- |
| UCI America Tour | 150e | 52e  |      | 253e |